# Astilbe longipilosa
Astilbe longipilosa là một loài thực vật có hoa trong họ Saxifragaceae. Loài này được Gilli miêu tả khoa học đầu tiên năm 1979.